# Can Freu
Can Freu és una masia del municipi de Vilobí d'Onyar (Selva). Es troba en un paratge proper al costat sud de l'Eix Transversal i està orientada a migdia. Forma part de l'Inventari del Patrimoni Arquitectònic de Catalunya.

## Descripció
És un edifici de dues plantes i golfes amb vessants a laterals sense ràfec, que conserva força reconeixible la seva estructura original del segle xvi, però amb diverses reformes posteriors. La façana principal presenta un portal adovellat d'arc de mig punt i dues finestres simples a la planta baixa. Al pis superior hi ha un balcó amb barana de ferro que escapça lleugerament les dovelles del portal. Les finestres que flanquegen aquesta obertura són de pedra i la de la dreta té un arc conopial inscrit a la llinda. A les golfes hi ha dues finestres d'arc de mig punt. L'interior ha estat força reformat per adaptar-lo a la nova funció de casa de colònies, però conserva els terres de toves i altres elements característics.
A l'esquerra hi ha un cos adossat afegit d'una sola planta amb vessants a façana de bigues de formigó. I, a la dreta, conserva part d'un porxo de les antigues dependències de serveis amb l'accés a través d'un portal d'arc carpanell de rajols. Darrere hi ha la piscina i altres cossos fets recentment.